# Brahmaeidae
I Brahmeidi (Brahmaeidae Swinhoe, 1892) sono una famiglia di lepidotteri che annovera una sessantina di specie, presenti in Africa, Asia ed Europa.

## Descrizione

### Adulto
Sono falene di medie dimensioni, affini ai Saturnidi, ma con una livrea caratteristica che le rende facilmente riconoscibili.

Le ali sono ampie e presentano talvolta macchie ocellate molto sviluppate, tanto che in alcuni paesi hanno fatto sì che questi lepidotteri meritassero il nome comune di "Falene gufo", anche se questo termine di norma si riferisce ai Nottuidi. In talune specie le nervature alari sono visibili attraverso le squame traslucide. L'apice alare rivela spesso una macchia nera (Carter, 1993).

Le antenne sono bipettinate in entrambi i sessi, spesso più sviluppate nei maschi, e la spiritromba è presente ma non funzionante, a differenza di quanto avviene in altri Bombycoidea (Carter, 1993).

Queste falene presentano un corpo spesso molto peloso, così come le Lasiocampidae (Chinery, 1989).

La famiglia è fortemente eterogenea, con il genere Lemonia, eurasiatico, che apparentemente ricorda l'anatomia di un Lasiocampide, per quanto alcuni autori l'abbiano in passato inserito nelle Eupterotidae (Scoble, 1995).

Il genere Sabalia, africano, è stato di volta in volta incluso in diverse famiglie di Bombycoidea, e persino in una famiglia a parte (Munroe, 1982).

L'apertura alare va da 50 a oltre 160 mm.

### Larva
I bruchi sono glabri e neri o vivacemente colorati. Presentano strane appendici carnose toraciche e addominali (scoli) che scompaiono dopo l'ultima muta (Leraut, 1992).

### Pupa
A causa della mancanza delle ghiandole sericee, l'impupamento ha luogo senza la produzione di un bozzolo setoso (Scoble, 1995).

## Distribuzione e habitat
Sono diffuse in regioni montane e boscose del vecchio mondo, soprattutto nelle regioni afrotropicale ed orientale, più raramente nella regione paleartica (Medio Oriente e Basilicata). In Europa è presente tra le altre la specie Brahmaea europaea, endemica dell'Italia meridionale. È una specie protetta, nella Riserva regionale Lago piccolo di Monticchio, in Basilicata (Chinery, 1989; Scoble, 1995; Carter, 1993).
L'habitat è rappresentato da paludi, prati umidi, torbiere e zone boschive in genere, anche in alta quota (Chinery, 1989; Leraut, 1992).

## Biologia
Sono attive durante la sera e la notte, mentre durante il giorno riposano sui tronchi o sul terreno ad ali aperte. Se disturbate, emettono una specie di fruscio, e tendono a muoversi rapidamente avanti e indietro, ma senza prendere il volo (Carter, 1993).

In alcune specie (ad es. Lemonia dumi) i maschi sono diurni, mentre le femmine volano esclusivamente alla notte (Leraut, 1992).

### Alimentazione
A seconda della specie, i bruchi parassitano le foglie di frassino, ligustro, sambuco, syringa e altre oleaceae (Landman, 2001).

Il gruppo di specie affini al genere Lemonia attaccano invece le essenze appartenenti alla famiglia Asteraceae, tra cui:
- Hieracium L.
- Lactuca L.
- Leontodon L.
- Sonchus L.
- Taraxacum Weber
- Tragopogon L.

Sono inoltre piante ospite anche alcune Plantago L. (fam. Plantaginaceae).

## Tassonomia

### Generi
La famiglia non è stata suddivisa in sottofamiglie o tribù, e comprende i seguenti generi:
- Acanthobrahmaea Sauter, 1967 - un'unica specie in Europa
- Brahmaea Walker, 1855 - a distribuzione paleartica
- Brahmaeops Bryk, 1949 - a distribuzione paleartica
- Brahmidia Bryk, 1949 - a distribuzione paleartica
- Calliprogonos Mell, 1937 - un'unica specie nella Cina centro-settentrionale
- Crateronyx Duponchel, 1845
- Dactyloceras Mell, 1930 - a distribuzione afrotropicale
- Heteranaphe Sharpe, 1890
- Lemonia Hübner, 1820
- Sabalia Walker, 1865
- Spiramiopsis Hampson, 1901 - un'unica specie sudafricana

### Sinonimi
Non sono stati riportati sinonimi.

## Alcune specie

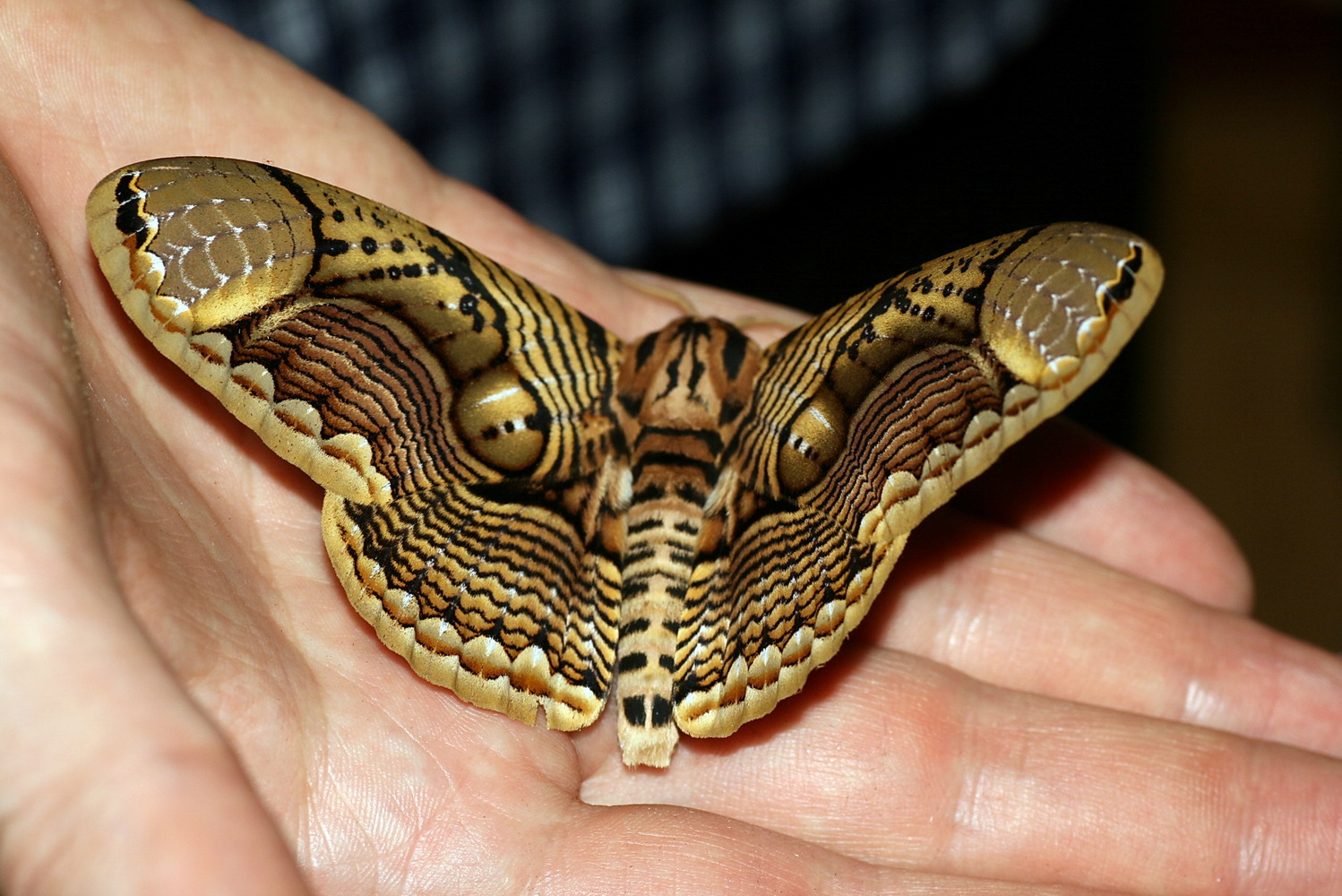
Brahmaea hearseyi
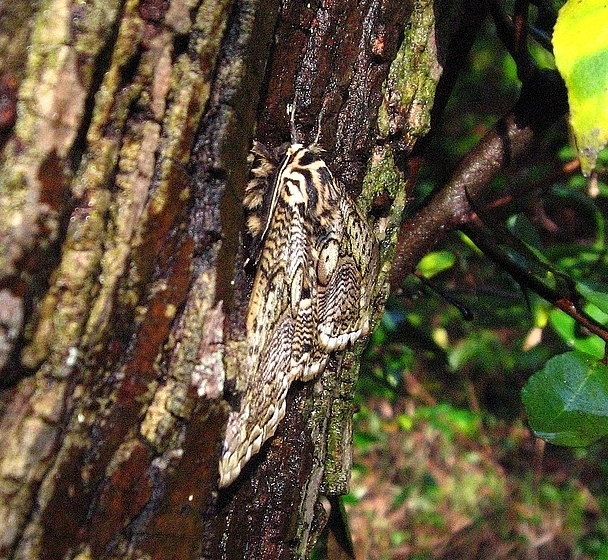
Brahmaea japonica
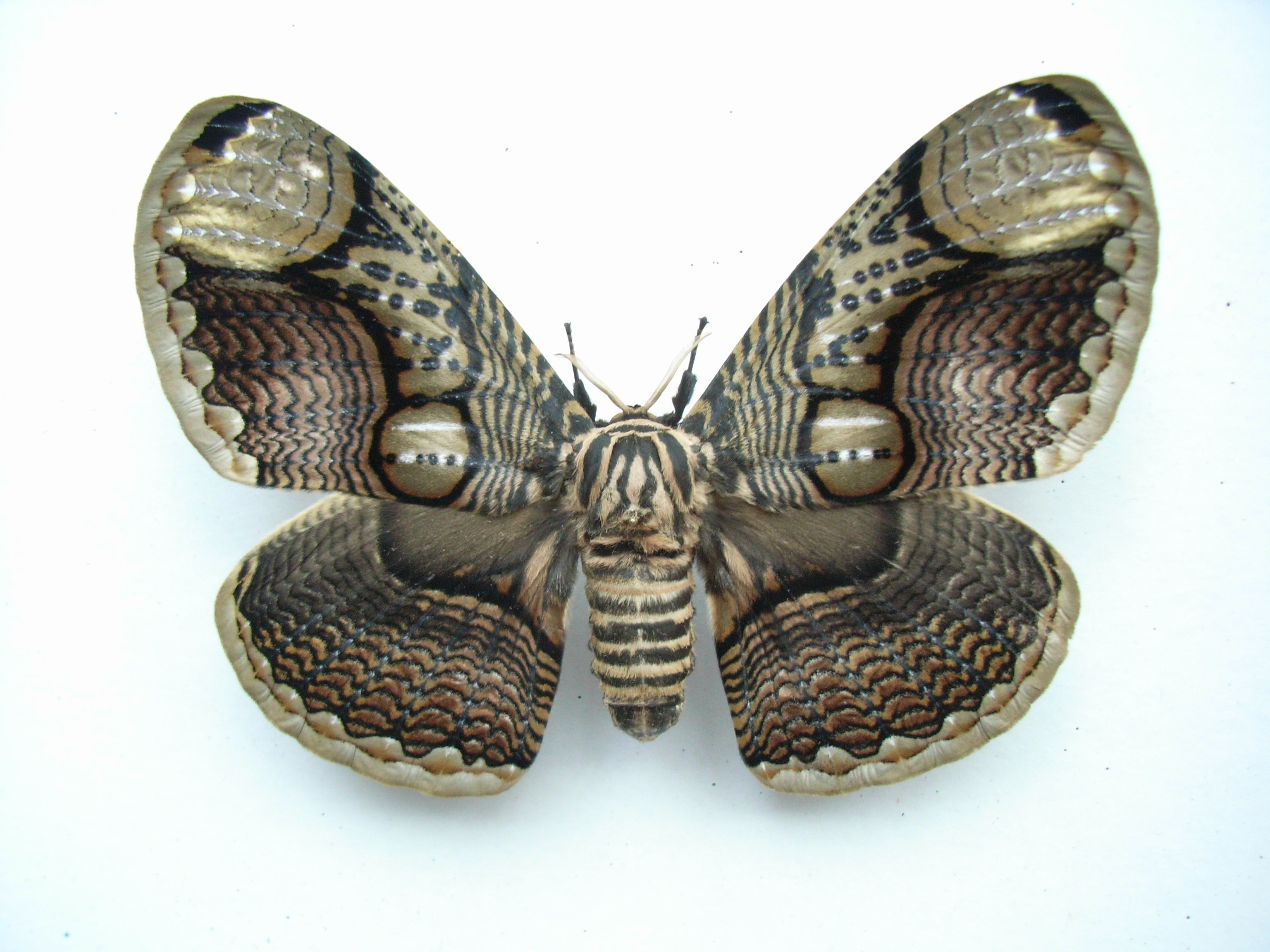
Brahmaea wallichii
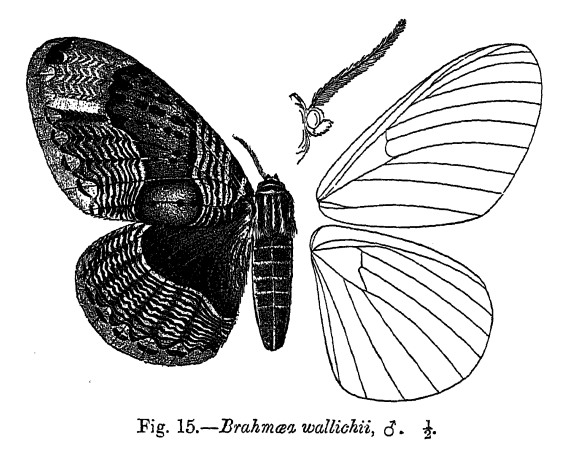
Brahmaea wallichii (nervature alari)
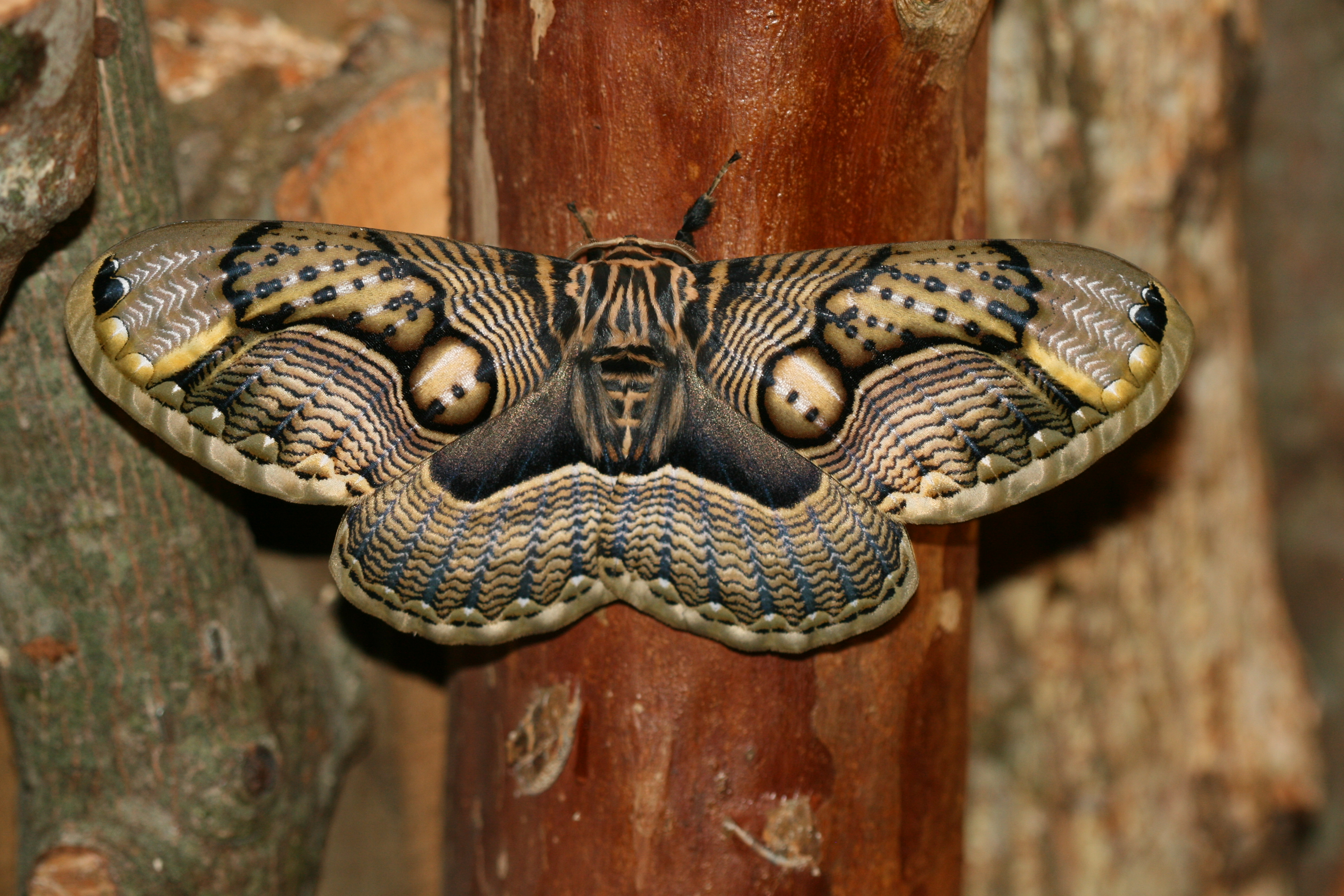
Brahmaea wallichii insulata
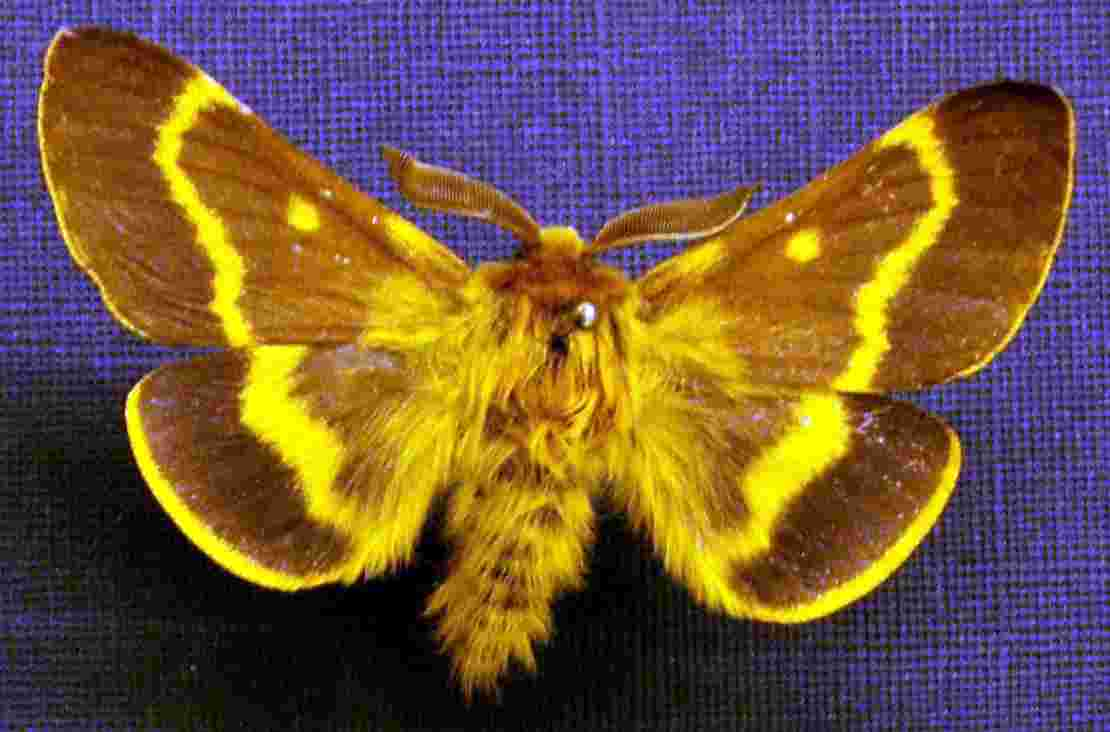
Lemonia dumi (maschio e femmina)
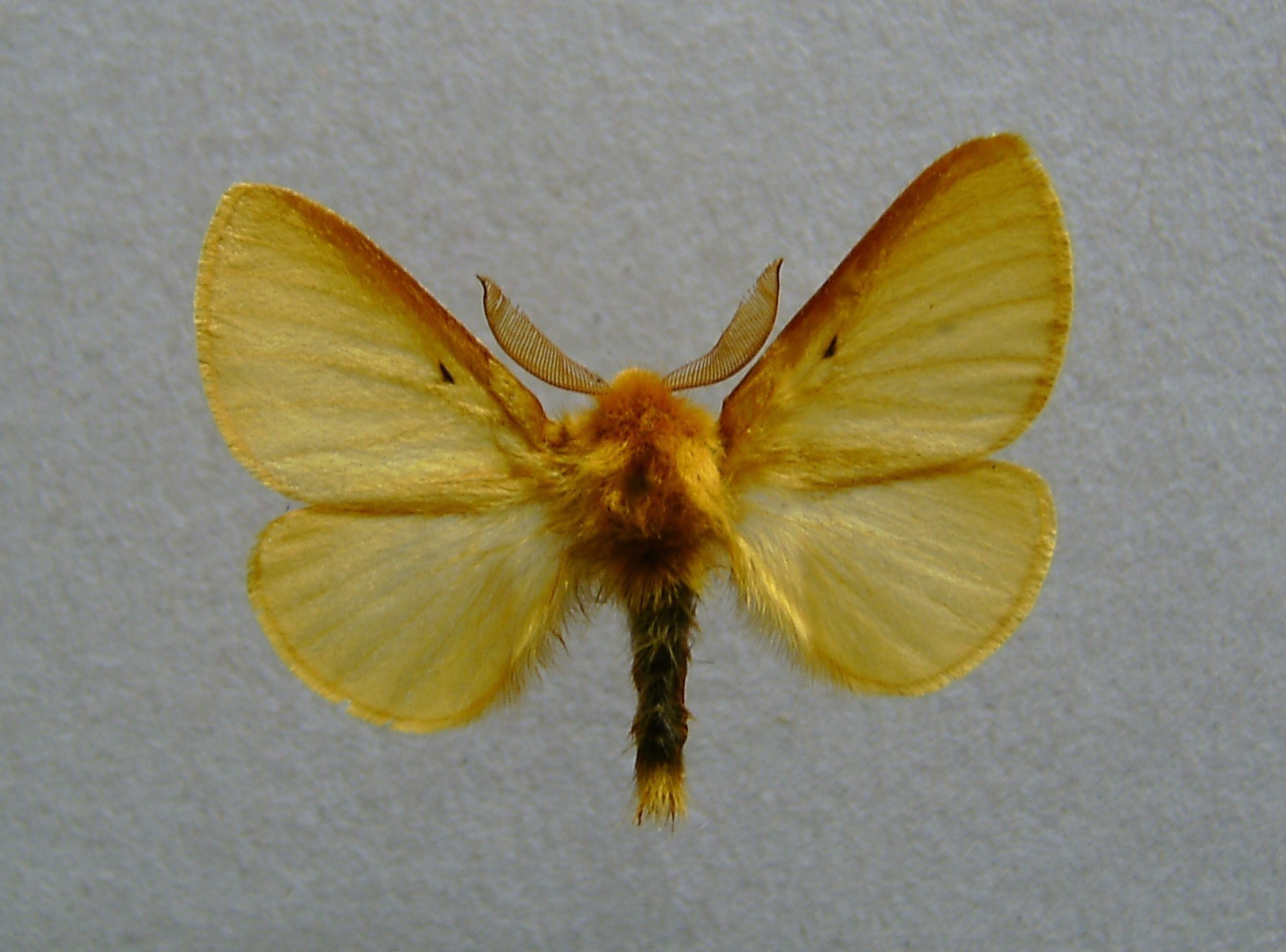
Lemonia taraxaci (Lemonia del tarassaco)